# سید محمد حسینی (بازیکن فوتبال، زاده ۱۳۵۸)
سید محمد حسینی (زادهٔ ۱ تیر ۱۳۵۸ در فریمان) مدافع سابق فوتبال ایرانی است.

## افتخارات
- لیگ برتر
- نایب قهرمانی در لیگ برتر فوتبال ایران ۸۸-۱۳۸۷ به همراه تیم ذوب‌آهن اصفهان
- نایب قهرمانی در لیگ برتر فوتبال ایران ۸۹-۱۳۸۸ به همراه تیم ذوب‌آهن اصفهان
- جام حذفی
- قهرمانی در جام حذفی ۸۸-۱۳۸۷ به همراه تیم ذوب‌آهن اصفهان
- نایب قهرمانی در جام حذفی ۸۴-۱۳۸۳ به همراه تیم ابومسلم خراسان
- لیگ قهرمانان آسیا
- نایب قهرمانی در لیگ قهرمانان آسیا ۲۰۱۰ به همراه تیم ذوب‌آهن اصفهان